# شعله و احتراق
شعله و احتراق کتابی از بارنارد، ج.ن. برادلی با ترجمهٔ محمد خشنودی است که در سال ۱۳۶۸ منتشر و در مراسم کتاب سال جمهوری اسلامی ایران به‌عنوان کتاب برگزیده معرفی شد.